# Musikjahr 1676
Liste der Musikjahre

◄◄ | ◄ | 1672 | 1673 | 1674 | 1675 | Musikjahr 1676 | 1677 | 1678 | 1679 | 1680 | ► | ►►

Weitere Ereignisse
Dieser Artikel behandelt das Musikjahr 1676.

## Ereignisse
- Nicola Matteis veröffentlicht im Eigenverlag die ersten beiden Bände seiner Ayrs for the Violin mit Suiten für Violine und Generalbass.
- Antonio Sartorio wird Vizekapellmeister am Markusdom in Venedig.
- Alessandro Stradella flieht 1676 von Rom nach Venedig, weil er wegen einer versuchten Kuppelei verhaftet werden soll.
- Das Teatro Sant’Angelo in Venedig wird fertiggestellt.

## Instrumental- und Vokalmusik (Auswahl)
- Johann Christoph Bach – Meine Freundin, du bist schön
- Giovanni Battista Bassani – La Tromba della Divina misericordia
- Heinrich Biber – Sonatae tam aris quam aulis servientes
- Dietrich Buxtehude – Jesu dulcis memoria, BuxWV 56
- Marc-Antoine Charpentier – Circé, H. 496
- Johann Caspar Kerll
  - Canzona in C-Dur
  - Ciacona in C-Dur
- Johann Philipp Krieger – Passacaglia in d-moll
- Nicolas Lebègue – Livre d’orgue No.1
- Giovanni Legrenzi – Cantate, e Canzonette a voce sola. op. 12, Bologna: Giacomo Monti
- Isabella Leonarda – Motetti a voce sola, op. 6
- Nicola Matteis – Ayres for the Violin, Bücher 1 und 2 (enthält: Diverse bizzarie sopra la vecchia sarabanda o pur ciaccona)
- Esaias Reusner – Neue Lauten-Früchte
- Alessandro Stradella – S. Giovanni Battista, G.3.3
- Johann Jakob Walther – Scherzi da Violino solo con il basso continuo

## Musiktheater
- 10. Januar: Die Tragédie lyrique in einem Prolog und fünf Akten Atys von Jean-Baptiste Lully (Musik) mit einem Libretto von Philippe Quinault nach Ovids Fasti wird im Schloss Saint-Germain-en-Laye erstmals aufgeführt.
- 19. April: Uraufführung der Oper La Donna ancora è fedele von Bernardo Pasquini im Palazzo Colonna in Rom.
- Giovanni Legrenzi
  - Adone in Cipro
  - Germanico sul Reno
- Antonio Sartorio – Giulio Cesare in Egitto

## Musiktheoretische Schriften
- Thomas Mace – Musick’s Monument

## Geboren

### Geburtsdatum gesichert
- 02. Januar: Jean-Jacques-Baptiste Anet, französischer Violinist und Komponist († 1755)
- 19. Januar: John Weldon, englischer Komponist und Organist († 1736)
- 04. Februar: Giacomo Facco, italienischer Violinist, Kapellmeister und Komponist († 1753)
- 04. April: Giuseppe Maria Orlandini, italienischer Opernkomponist († 1760)
- 14. April: Ernst Christian Hesse, deutscher Kapellmeister, Komponist und Gambist († 1762)
- 28. April: Wolff Jakob Lauffensteiner, österreichischer Musiker und Komponist († 1754)
- 23. Mai: Johann Bernhard Bach der Ältere, deutscher Komponist († 1749)
- 30. Juni: Johann Ernst Greding, deutscher evangelischer Pfarrer und Kirchenlieddichter († 1748)
- 04. Juli: José de Cañizares, spanischer Dramatiker und Librettist († 1750)
- 29. Juli: Adam Horatio Casparini, deutscher Orgelbauer († 1745)
- 19. Dezember: Louis-Nicolas Clérambault, französischer Komponist und Organist († 1749)

### Genaues Geburtsdatum unbekannt
- Wahlfried Ficker, deutscher Orgel- und Musikinstrumentenbauer († 1770)

## Gestorben

### Todesdatum gesichert
- 14. Januar: Francesco Cavalli, italienischer Komponist und Organist (* 1602)
- 16. Januar: Georg Arnold, österreichischer Komponist und Organist (* 1621)
- 20. Februar: Georg Ludwig Agricola, deutscher Musiker (* 1643)
- 00. Februar: Berendt Hus, deutscher Orgelbauer (* um 1630)
- 06. Juni: Paul Gerhardt, deutscher Dichter von Kirchenliedern (* 1607)
- 02. Juli: Sophie Elisabeth zu Mecklenburg, deutsche Singspielkomponistin (* 1613)
- 11. August: Nicolaus à Kempis, belgischer Organist und Komponist (* um 1600)
- 04. September: John Ogilby, Tanzmeister, Schauspieldirektor, Übersetzer, Dichter, Buchhändler, Verleger, Drucker, königlicher Zeremonienmeister und Kosmograph (* 1600)
- 10. Oktober: Sebastian Knüpfer, deutscher Komponist (* 1633)
- 20. Oktober: Christopher Gibbons, englischer Organist und Komponist (* 1615)
- 02. November: Adam Michna, tschechischer Komponist (* um 1600)
- 04. Dezember: Johann Georg Ebeling, deutscher Komponist (* 1637)

### Genaues Todesdatum unbekannt
- Michel Mazuel, französischer klassischer Instrumentalmusiker und Komponist (* 1603)
- Étienne Moulinié, französischer Komponist (* 1599)